# Scheidgraben (Rheinniederungskanal)
Der Scheidgraben ist ein Entwässerungskanal im Norden des Ortenaukreises und im Süden des Landkreises Rastatt. Er entsteht bei der Gemeinde Sasbach und mündet nach rund 20 Kilometer Lauf durch die Oberrheinische Tiefebene bei Rheinmünster-Stollhofen von rechts und Osten in den Rheinniederungskanal.

## Geographie

### Verlauf
Der Scheidgraben entsteht unter dem lokalen Namen Fuchsgraben in den Feuchtwiesen einer Talrinne in den Vorbergen des Nordschwarzwalds, die auf dem Gebiet der Gemeinde Sasbach zwischen den Gewannen Schänzel und Eichelsberg liegt. Nördliche bis nordwestliche Richtung einschlagend und in der topographischen Karte als nur zeitweise wasserführend ausgewiesen, fließt der Fuchsgraben für gut 700 Meter durch ein Gebiet, das überwiegend zum Obstanbau genutzt wird. Im folgenden Abschnitt trennt der Fuchsgraben die bebauten Gebiete der Stadt Achern am linken und der Gemeinde Sasbach am rechten Ufer.
Nach knapp 300 Meter Parallellauf zur Rheintalbahn (Karlsruhe–Offenburg) unterquert der Fuchsgraben die Bahnstrecke und die parallel verlaufende Bundesstraße 3 und verläuft dann am Rand eines Gewerbegebiets von Sasbach zu einem gestalteten Biotop mit einem Weiher.
Ab dem Weiher ist der Fuchsgraben in der topographischen Karte als dauerhaft wasserführend ausgewiesen und durchfließt ein überwiegend zum Ackerbau genutztes Gebiet. Nach der Unterquerung der Kreisstraße 3572 (Sasbachried–Großweier) folgt der Graben auf rund 1,5 Kilometer der Landesstraße 87a (Achern–Unzhurst), ehe er nach rechts abknickt und für rund 700 Meter nach Nordosten fließt. Dabei nähert sich der Fuchsgraben seinem rechten Nachbargewässer, dem hier als Sasbach-Flutkanal bezeichneten Sasbach, bis auf knapp 300 Meter an. Richtung Norden fließend, durchquert der Fuchsgraben in Höhe der Kreisstraße 3750 (Ottersweier–Unzhuerst) das kleine Waldgebiet Allmend.
Nördlich der Allmend fließt dem Fuchsgraben von rechts der Verbindungsgraben Rossstapfen zu, ein Abzweig des Laufbachs. Ab der Einmündung als Roßstapfengraben bezeichnet, fließt das Gewässer Richtung Westnordwest, kreuzt die Bundesautobahn 5 (Karlsruhe–Offenburg) und durchquert das bebaute Gebiet von Unzhurst. Am Ortsrand von Unzhurst unterquert der Roßstapfengraben den Acherner Mühlbach in einem Düker. Rund 600 Meter unterhalb des Dükers knickt der Roßstapfengraben an dem kleinen Waldgebiet Seebusch nach rechts und Norden ab.
Am Aussiedlerhof Regenmattenhof mündet von links das Schwarzwasser, mit 9,4 Kilometer der längste Zufluss des Scheidgrabens, der am Stadtrand von Achern entsteht. Oberhalb und unterhalb der Schwarzwasser-Mündung passiert der Scheidgraben eine landwirtschaftlich genutzte Exklave der rund 9 Kilometer südöstlich gelegenen Gemeinde Lauf oder bildet deren Grenze. Eine weitere, sich nördlich anschließende Exklave gehört zur Gemeinde Sasbach.
Südöstlich von Bühl-Moos unterquert der Scheidgraben ein zweites Mal den Acherner Mühlbach; an die Gewässerkreuzung schließt sich die Brücke der Landesstraße 87a (Unzhurst–Moos) an. Ungefähr 200 Meter östlich des bebauten Gebiets von Moos verlaufend, kreuzt der Scheidgraben nordöstlich des Ortes die Bahnstrecke Bühl–Stollhofen der früheren Mittelbadischen Eisenbahnen (MEG), die heute nur noch im Güterverkehr bedient wird, sowie die Landesstraße 78 von Moos nach Oberbruch. Nördlich der Straßenbrücke verläuft der Scheidgraben für knapp einen Kilometer und mit zum Teil weniger als 100 Meter Abstand ungefähr parallel zum Acherner Mühlbach. Nach der Unterquerung der Landesstraße 85 (Oberbruch-Schwarzach) passiert der Graben zwei teilweise feuchte Wälder, die Muhrenger und den Niederwald.
In Höhe des Niederwaldes mündet von rechts der Sandbach-Flutkanal, der in Bühl-Vimbuch vom Sandbach abzweigt und den Hochwasserrückhalteraum Abtsmoor mit einem gewöhnlichen Hochwasserrückhalteraum von 2,2 Millionen Kubikmeter passiert.
Ab der Mündung des Flutkanals wendet sich der Scheidgraben Richtung Nordwesten bis Westnordwest; dabei verläuft er ungefähr parallel zum Laufbach und zu dessen Vorfluter, dem Sasbach, der hier den lokalen Namen Sulzbach trägt. Der Scheidgraben passiert zusammen mit dem Sulzbach den südlichen Ortsrand von Rheinmünster-Stollhofen; dabei liegt der Wasserspiegel des Sulzbachs höher als der des Scheidgrabens. Zwischen dem Acherner Mühlbach in Schwarzach und dem Sulzbach bei Stollhofen besteht die Querverbindung Kanalbach, der bei Stollhofen den Scheidgraben auf einem Aquädukt überquert. Oberhalb der am Sulzbach gelegenen ehemaligen Stadtmühle von Stollhofen kann Wasser vom Sulzbach zum Scheidgraben über eine ebenfalls Sulzbach genannte Querverbindung fließen.
In Höhe von Stollhofen wird der Scheidgraben von der Landesstraße 75, der früheren Bundesstraße 36 von Rastatt nach Kehl, gekreuzt. Der Scheidgraben mündet knapp einen Kilometer westlich von Stollhofen von rechts und Osten in den Rheinniederungskanal, der nach knapp 17 Kilometern bei Wintersdorf von rechts in den Rhein mündet.

### Zuflüsse und Seen
Liste der Zuflüsse und  Seen von der Quelle zur Mündung. Lokale Gewässernamen, Gewässerlänge, Seefläche und Höhe nach den entsprechenden Layern auf der Onlinekarte der LUBW. Andere Quellen für die Angaben sind vermerkt. Erfasst sind alle im Amtlichen Digitalen Wasserwirtschaftlichen Gewässernetz (AWGN) enthaltenen Gewässer im Einzugsgebiet des Scheidgrabens gemäß AWGN-Definition.
Ursprung des Scheidgrabens unter dem lokalen Namen Fuchsgraben auf etwa 162 m ü. NHN am Eichelsberg südlich von Sasbach.
- Durchfließt auf etwa 136 m ü. NHN einen Weiher in einem gestalteten Biotop[LUBW 8] nordwestlich des Gewerbegebiets Sasbach West, etwa 0,38 ha. Rechts ein kleineres Stillgewässer, etwa 0,03 ha.
- Muhrgraben, von rechts auf etwa 133 m ü. NHN beim Gewann Neuläng westlich des Weilers Walzfeld (zu Ottersweier), 2,0 km. Entsteht auf etwa 134 m ü. NHN im Gewann Götzig westlich von Sasbachried.Brücke und Stauschütz am Fuchsgraben unterhalb der Einmündung des Muhrgrabens

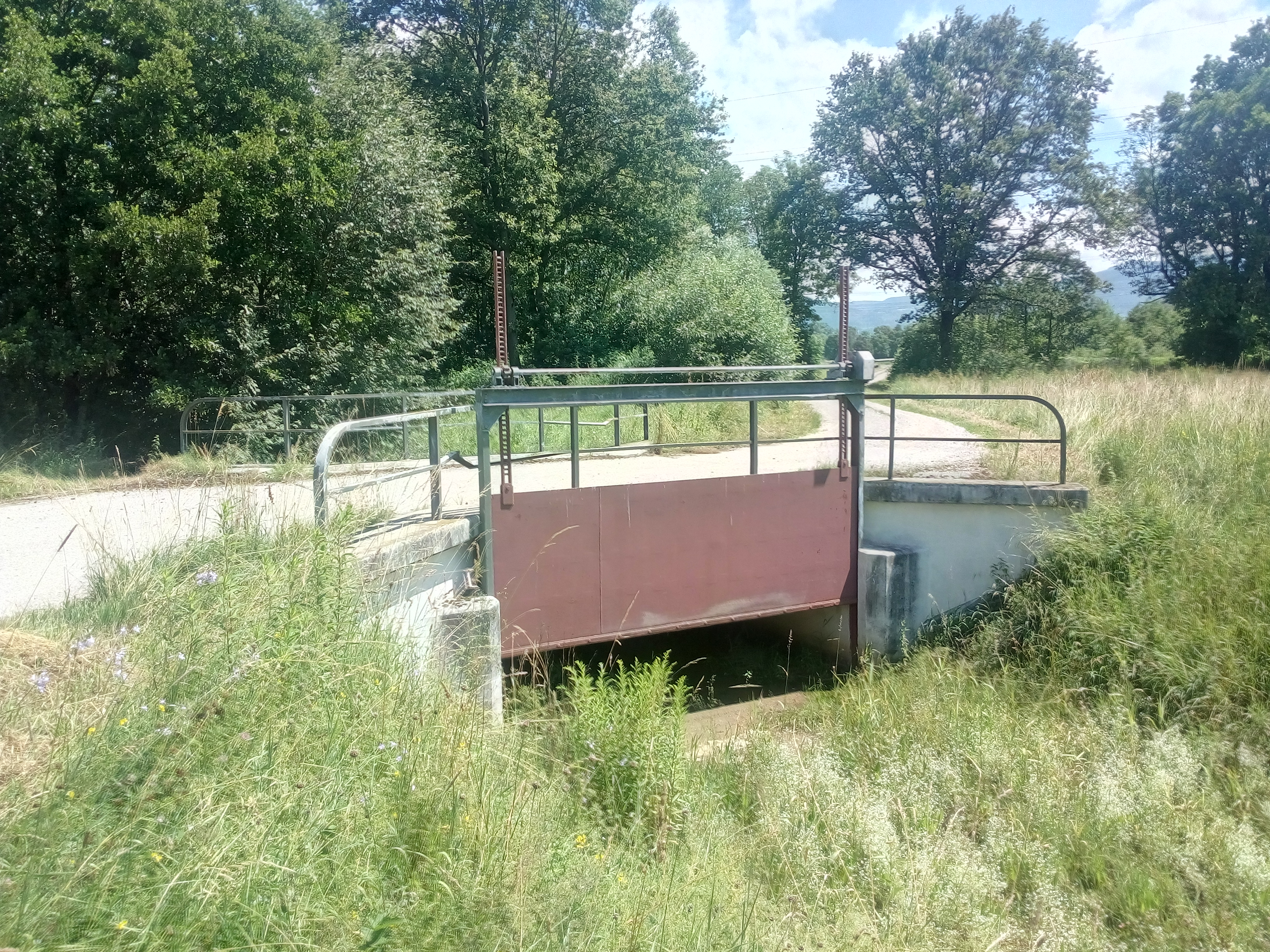
Brücke und Stauschütz am Fuchsgraben unterhalb der Einmündung des Muhrgrabens

  -  Am rechten Ufer auf etwa 132 m ü. NHN angelegte Tümpel in einer Wiesenbrache[LUBW 9] zwischen den Gewannen Stockmatt und Viertel, etwa 0,3 ha.
- Verbindungsgraben Rossstapfen, von rechts auf etwa 130 m ü. NHN an der Autobahn beim Gewann Rossstapfen, 0,5 km. Entsteht auf etwa 131 m ü. NHN als Abzweig des Laufbachs nördlich des Weilers Breithurst (zu Ottersweier-Unzhurst).
- ↓ (Heißt laut AWGN ab der Einmündung des Verbindungsgrabens Rossstapfengraben, in der Topographischen Karte bereits oberhalb der Einmündung der Name Rossstapfengraben.)
- ☓ (Unterquert auf etwa 129 m ü. NHN zwischen den Dörfern Unzhurst und Zell (beide zu Ottersweier-Unzhurst) den Acherner Mühlbach.)
- Schwarzwasser, von links auf etwa 127 m ü. NHN bei den Ruselsmatten nordwestlich des Aussiedlerhofs Regenmattenhof, 9,4 km. Entsteht auf etwa 136 m ü. NHN auf dem ehemaligen Truppenübungsplatz Achern nordwestlich des Gewerbegebiets Achern Mitte West.
  -  Am rechten Ufer auf etwa 136 m ü. NHN ein Teich im Gewann Abbruch, etwa 0,07 ha.Achernsee, Blickrichtung Osten

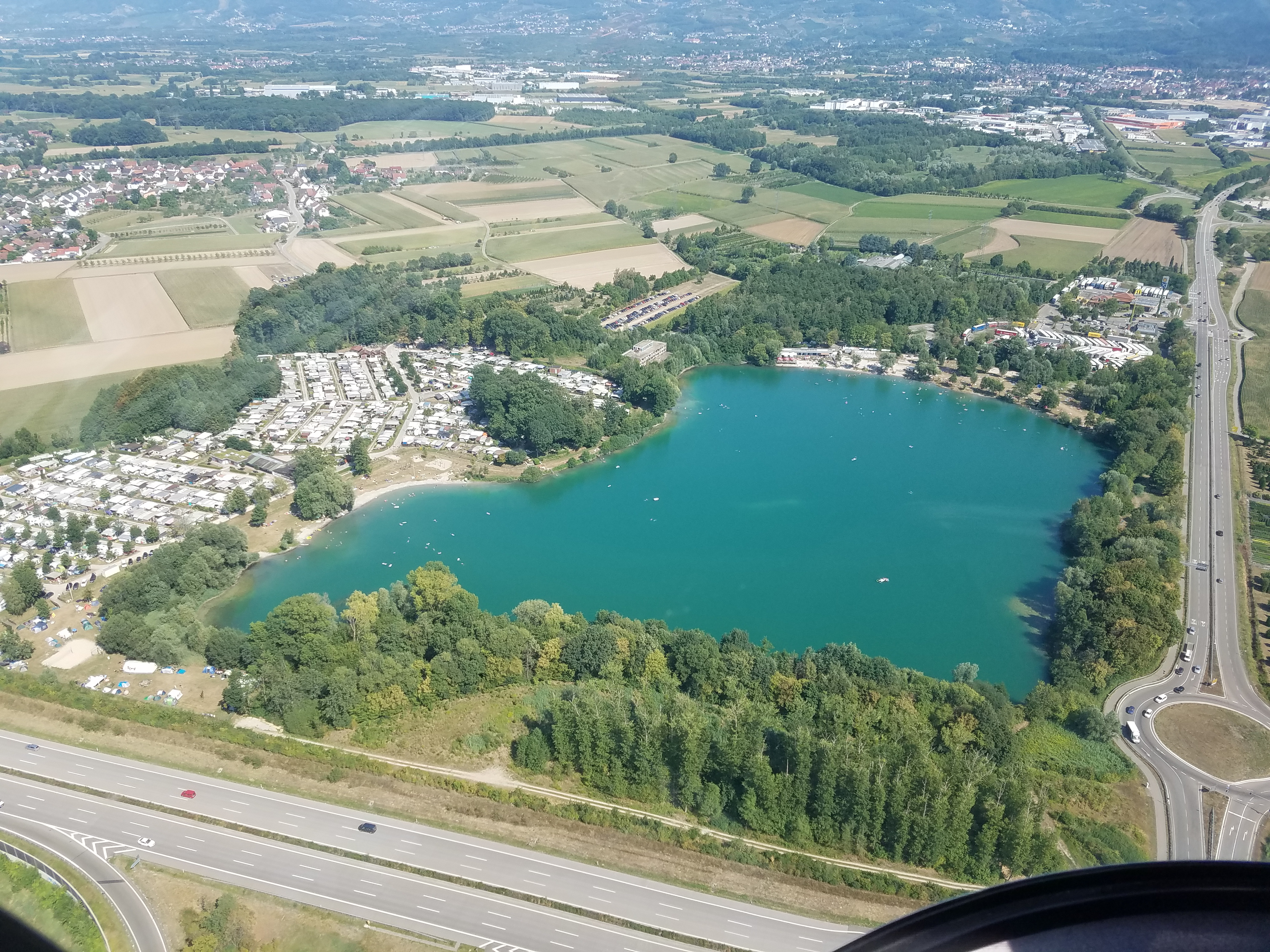
Achernsee, Blickrichtung Osten

  -  Am linken Ufer auf etwa 134 m ü. NHN der Baggersee Achernsee bei der Autobahnanschlussstelle Achern, etwa 10,2 ha.
  -  Am linken Ufer auf etwa 134 m ü. NHN der Baggersee Habersee südöstlich von Achern-Gamshurst, etwa 15,3 ha.
  -  Links auf etwa 134 m ü. NHN der Baggersee Risisee zwischen Habersee und Gamshurst, etwa 2,9 ha.
  -  Am rechten Ufer auf etwa 132 m ü. NHN der Baggersee Sentigsee (Am Schwarzwasser), etwa 2,7 ha.
  - Großweierer Dorfbach, von rechts auf etwa 131 m ü. NHN südlich des Weilers Litzloch (zu Gambshurst), 2,5 km. Entsteht ab Abzweig des Acherner Mühlbachs auf etwa 135 m ü. NHN bei den Altmatten südlich von Achern-Großweier, durchfließt Großweier zum Teil verdolt, zum Teil parallel zum Mühlbach.
  - Stockmattengraben, von rechts auf etwa 130 m ü. NHN zwischen den Stock- und den Steinbachmatten südwestlich von Unzhurst, 0,7 km. Entsteht als Abzweig des Acherner Mühlbachs auf etwa 131 m ü. NHN südlich von Unzhurst beim Gewann Huschfeld.
    - → (Abgang des Stöckermattengrabens) nach rechts auf etwa 130 m ü. NHN zwischen den Steinbach- und den Stöckermatten, 1,4 km. Unterquert beim Gewann Mühlstück auf etwa 130 m ü. NHN den Acherner Mühlbach und mündet auf etwa 130 m ü. NHN im Dorf Oberwasser (zu Unzhurst) von links in den Alten Fuchsgraben, der nach wenigen Metern unterhalb der Mühle von Oberwasser von rechts dem Acherner Mühlbach zufließt.

  - → (Abgang des Zweigarms Fünfheimburger Waldgraben) nach links auf etwa 130 m ü. NHN zwischen den Stock- und den Steinbachmatten südwestlich von Unzhurst, siehe unten.
  -  Rechts auf etwa 130 m ü. NHN der Baggersee bei der Muhrsiedlung, etwa 1,04 ha.
  -  Links zwischen Schwarzwasser und den Aussiedlerhöfen Muhrsiedlung auf etwa 130 m ü. NHN 2 Teiche, etwa 0,14 ha.
  - Prä, von rechts auf etwa 127 m ü. NHN am Nordrand des Walddistrikts Muhr, 1,7 km. Entsteht auf etwa 129 m ü. NHN am Südrand des Walddistrikts Muhr unweit des Baggersees bei der Muhrsiedlung.
  - ← (Rücklauf des Fünfheimburger Waldgrabens), von links auf etwa 127 m ü. NHN südwestlich des Regenmattenhofs, 5,3 km. Entsteht auf etwa 130 m ü. NHN zwischen den Stock- und den Steinbachmatten südwestlich von Unzhurst als Abzweig des Schwarzwassers, siehe oben.
    - (Graben vom Litzlocher Wäldele), von links auf etwa 130 m ü. NHN bei den Rossmatten südöstlich des Weilers Michelbuch (zu Gamshurst), 1,3 km. Entsteht auf etwa 131 m ü. NHN im Gewann Litzlocher Wäldele nördlich des Weilers Litzloch.
      - (Graben vom Sefel), von links auf etwa 131 m ü. NHN im Gewann Birkmatt, 0,4 km. Entsteht auf etwa 132 m ü. NHN beim Gewann Sefel östlich von Gamshurst.

    - (Graben vom Lochel), von links auf etwa 130 m ü. NHN bei den Rossmatten südöstlich des Weilers Michelbuch, 1,2 km. Entsteht auf etwa 132 m ü. NHN beim Gewann Lochel östlich von Gamshurst.
    - (Graben von den Niedermatten), von links auf etwa 130 m ü. NHN westlich des Weilers Michelbuch, 1,4 km. Entsteht auf etwa 131 m ü. NHN in den Niedermatten am westlichen Ortsrand von Gamshurst.
    - → (Abgang des Grabens vom Striet) nach links auf etwa 130 m ü. NHN beim Gewann Striet nordöstlich des Weilers Michelbuch, 0,6 km. Mündet auf etwa 129 m ü. NHN von rechts in die Acher (auch Feldbach) nördlich des Gewanns Gaukhurst.
    - → (Abgang des Schwarzwassers) nach links auf etwa 128 m ü. NHN südlich der Aussiedlerhöhe Benshurst am Rand des Waldgebiets Eschig, 6,2 km. Mündet auf etwa 124 m ü. NHN in der Stadt Lichtenau von rechts in die Acher.
    - Prinzipalwiesengraben, von rechts auf etwa 128 m ü. NHN am Ostrand des Waldgebiets Eschig, 1,8 km. Entsteht auf etwa 129 m ü. NHN in den Muhrmatten bei den Aussiedlerhöfen Muhrsiedlung.
      -  Rechts auf etwa 129 m ü. NHN ein Teich bei den Aussiedlerhöfen Muhrsiedlung, etwa 0,17 ha.

  - ↓ (lokaler Name des Schwarzwassers ab der Einmündung des Fünfheimburger Waldgrabens: Scheidgraben)
- ↓ (lokaler Name des Scheidgrabens ab der Einmündung des Schwarzwassers: Scheidgraben)

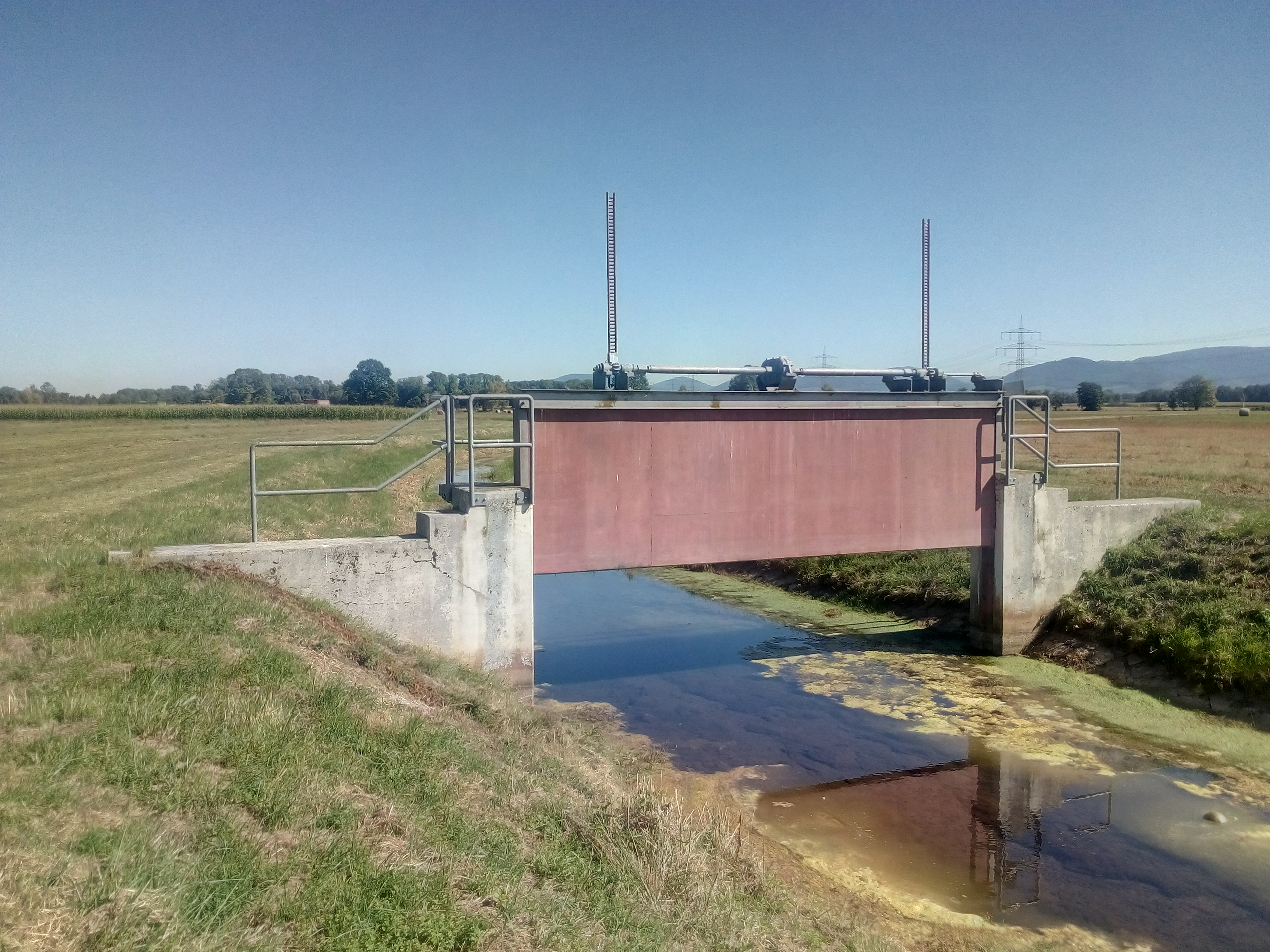
Stauschütz am Scheidgraben südlich von Bühl-Moos

- Links auf etwa 126 m ü. NHN der Baggersee Moos südlich von Bühl-Moos, etwa 1,76 ha.
- ☓ (Unterquert auf etwa 126 m ü. NHN südöstlich von Moos den Acherner Mühlbach.)
- Niederwaldgraben, von links auf etwa 123 m ü. NHN im Gewann Grabenort, 1,4 km. Entsteht auf etwa 125 m ü. NHN beim Gewann Kochsweiher unweit des Acherner Mühlbachs.
- Sandbach-Flutkanal (lokaler Name: Vorflutgraben Abtsmoor), von rechts auf etwa 123 m ü. NHN im Gewann Grabenort, 6,0 km. Entsteht auf etwa 129 m ü. NHN als Abzweig des Sandbachs im Norden von Bühl-Vimbuch.
  - ☓ (Überquert den Vimbucher Dorfbach (auch Rohrgraben) auf etwa 127 m ü. NHN nördlich von Vimbuch.)
  - ☓ (Überquert den Sulzbach genannten Unterlauf des Sasbachs auf etwa 125 m ü. NHN nordöstlich von Bühl-Oberbruch.)
  - ↓ (lokaler Name ab Eintritt in das Abtsmoor: Vorflutgraben Abtsmoor).
  - Durchfließt den nicht dauereingestauten Hochwasserrückhalteraum Abtsmoor mit einem gewöhnlichen Hochwasserrückhalteraum von 2,2 Millionen m³.[LUBW 5]Hochwasserentlastungsanlage des Rückhalteraums Abtsmoor.

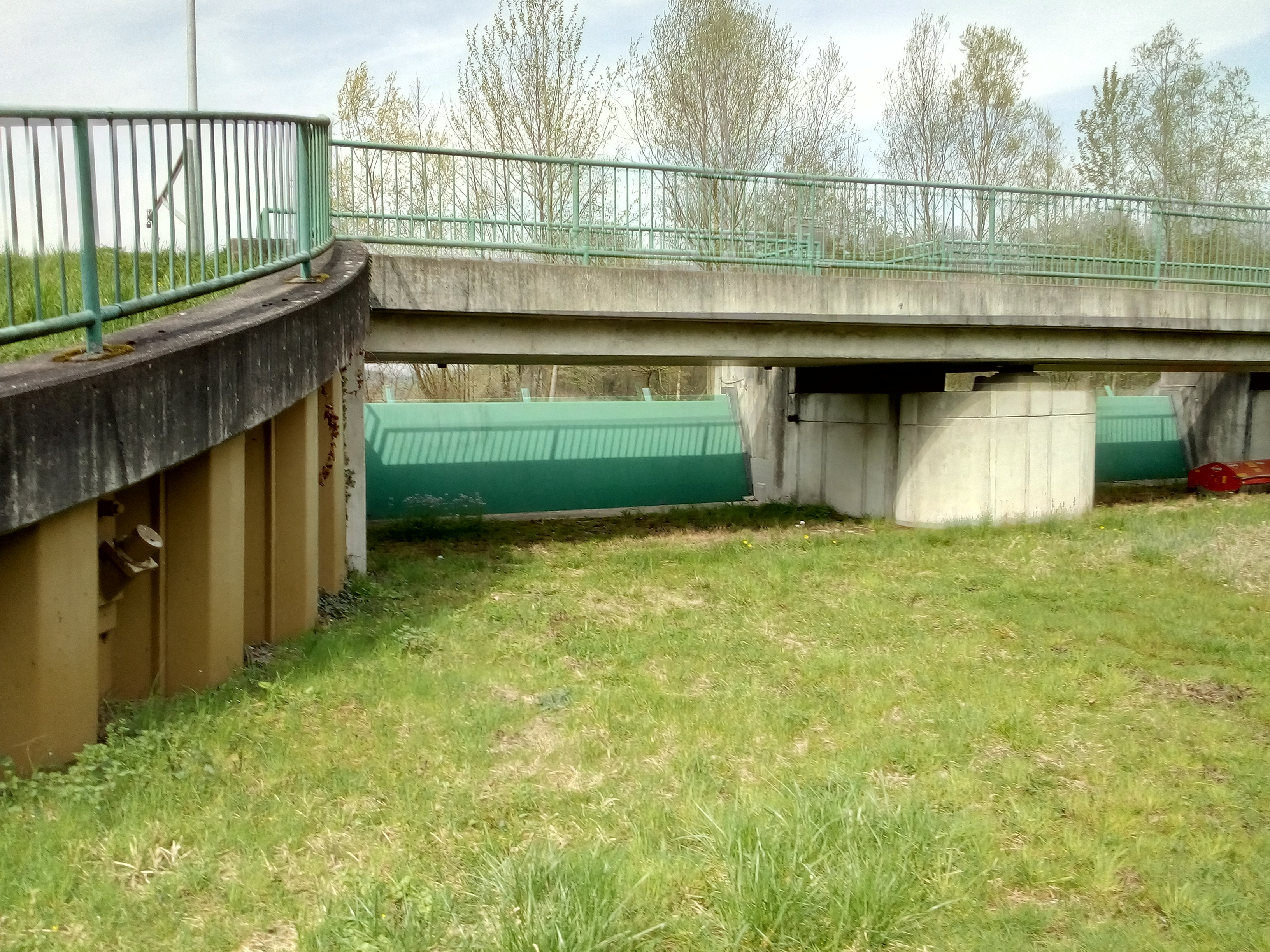
Hochwasserentlastungsanlage des Rückhalteraums Abtsmoor.

    - → (Hochwasserentlastungsanlage im Westen des Abtsmoors auf etwa 123 m ü. NHN im Gewann Wolfshag.)
    - → (Einer der beiden Grundauslässe im Norden des Rückhaltebeckens auf etwa 123 m ü. NHN bei den Kirschschollenmatten zu einem namenlosen Graben, der sich am nördlichen Damm des Rückhaltebeckens entlangzieht und westlich von Leiberstung in den Sulzbach mündet.)

  - Passiert  auf etwa 123 m ü. NHN den Grundauslass im Südwesten des Rückhaltebeckens Abtsmoor im Gewann Untergrütt.
  - ☓ (Unterquert den Laufbach auf etwa 124 m ü. NHN beim Gewann Grabenort).
- Grubhurstgraben, von rechts auf etwa 122 m ü. NHN beim Gewann Alte kurze Teile, 1,8 km. Entsteht auf etwa 123 m ü. NHN am Rand des Oberen Waldes nördlich der L 80.
  - ☓ (Unterquert auf etwa 123 m ü. NHN beim Gewann Alte kurze Teile den Laufbach.)
- Hohlerbächle, von links auf etwa 123 m ü. NHN im Distrikt Hohler Wald, 1,5 km. Entsteht auf etwa 123 m ü. NHN bei den Siedlerhöfen im Gewann Tiefe Lochmatten östlich von Rheinmünster-Schwarzach.
- ☓ (Unterquert auf etwa 122 m ü. NHN südlich von Rheinmünster-Stollhofen das Aquädukt des Kanalbachs.)
- Entlastung Kanalbach von rechts, laut AWGN 27 m lang. Schütz auf dem Aquädukt, mit dem Wasser aus dem Kanalbach in den Scheidgraben abgelassen werden kann.
- Sulzbach, von rechts auf etwa 122 m ü. NHN. 74 m lange Querverbindung zwischen dem Scheidgraben und dem Sasbach oberhalb der früheren Stadtmühle von Stollhofen (auch Obere Mühle). Der Sasbach läuft in Hochlage rechts und parallel zum Scheidgraben; am Abzweig wechselt sein lokale Namen von Sulzbach zu Mühlbach.

Mündung des Scheidgrabens von rechts und Osten auf 121 m ü. NHN bei der Griesmatt westlich von Stollhofen in den Rheinniederungskanal. Der Graben ist 20,1 km lang und hat ein 32,6 km² großes Einzugsgebiet.

## Geschichte
Der Scheidgraben entstand in seiner heutigen Form während der Acher-Rench-Korrektion (Areko, 1936–1967). Die Areko sollte gleichermaßen einen sicheren Hochwasserschutz wie eine ausreichende Vorflut und Entwässerung für vernässte oder versumpfte Flächen erreichen, zudem sollte in den vorhandenen Gewässern die Wasserführung für Mühlen, Kraftwerke und Bewässerung erhalten bleiben. Soweit möglich, wurden für Hochwasserschutz und Entwässerung eigene Fließgewässer unabhängig von den vorhandenen Bächen und Flüssen angelegt. Innerhalb dieses Konzepts hat der Scheidgraben die Funktion eines Entwässerungskanals. Entwässerungskanäle wurden mit einer mittleren Einschnittstiefe von 1,50 Meter angelegt. Um das Grundwasser bewirtschaften zu können, wurden Stauschütze eingebaut.
Topographische Karten aus der Zeit vor der Areko zeigen auf, dass der Scheidgraben aus der Verbindung vorhandener Fließgewässer entstand, die zuvor überwiegend Zuflüsse des Acherner Mühlbachs waren. Beispielsweise setzte sich der Fuchsgraben, heute Oberlauf des Scheidgrabens, längs der Landesstraße 87a (Achern–Unzhurst) fort und mündete in Unzhurst in den Acherner Mühlbach. Der untere Teil dieses Gewässers ist als Alter Fuchsgraben im AWGN enthalten; er entwässert das Gebiet östlich des Acherner Stadtteils Großweier.
Südlich von Bühl-Moos bestand bereits vor der Areko in der heutigen Trasse des Scheidgrabens ein gleichnamiges Gewässer, das dem Acherner Mühlbach von links zufloss. Um 1840 noch als mäandrierend dargestellt und als Scheidbach bezeichnet, erscheint es in einer Karte vom Anfang des 20. Jahrhunderts als begradigter Graben.
Der längste Zufluss des Scheidgrabens, das Schwarzwasser, wandte sich noch in den 1930er Jahren nördlich des Weilers Litzloch nach Westen, passierte den Weiler Michelbuch, durchfloss den Fünfheimburger Wald und mündete bei Lichtenau in die Acher. Heute ist der Oberlauf des Schwarzwassers über Entwässerungsgräben an den Scheidgraben angebunden. Der mittlere Teil firmiert unter dem Namen Fünfheimburger Waldgraben und fließt dem Scheidgraben über das Schwarzwasser zu. Der Unterlauf des einstigen Schwarzwassers trägt weiterhin seinen alten Namen; er zweigt vom Fünfheimburger Waldgraben ab. Der Fünfheimburger Wald war ein Markwald, der 1800 unter den an der Genossenschaft beteiligten Gemeinden aufgeteilt wurde. Um 1840 waren erhebliche Teile des Waldes gerodet und wurden als Wiesen genutzt.
In Höhe von Stollhofen hieß der Vorläufer des Scheidgrabens Landhagbach oder Griesbach. Er diente zusammen mit weiteren Gewässern zur Inundierung des Vorgeländes der Bühl-Stollhofener Linie. Der 1803 zur Verbesserung der Wasserversorgung der Stollhofener Mühlen angelegte Kanalbach überquerte den Landhagbach auf einem aus Eichenholz gebauten Aquädukt. Das heutige Betonbauwerk entstand im Zuge des Ausbaus des Scheidgrabens um 1956.

### LUBW
Amtliche Online-Gewässerkarte mit passendem Ausschnitt und den hier benutzten Layern: Lauf und Einzugsgebiet des Scheidgrabens

Allgemeiner Einstieg ohne Voreinstellungen und Layer: Daten- und Kartendienst der Landesanstalt für Umwelt Baden-Württemberg (LUBW) (Hinweise)
1. 1 2 3  
Höhe nach dem Höhenlinienbild auf dem Hintergrundlayer Digitale Topographische Karte oder nach dem Digitalen Geländemodell der Online-Gewässerkarte.
2. 1 2  
Länge nach dem Layer Gewässernetz (AWGN).
3. ↑  
Einzugsgebiet nach dem Layer Basiseinzugsgebiet (AWGN).
4. ↑  
Offenland-Biotopkartierung Baden-Württemberg, Erhebungsbogen Feuchtwiesen-Komplex S Schänzel S Sasbach, Biotopnummer: 173143170013. (Abgerufen am 26. September 2019).
5. 1 2  
Steckbrief HRB Abtsmoor bei der LUBW (abgerufen am 10. September 2019).
6. ↑  
Lokale Namen nach dem Layer Gewässernamen.
7. ↑  
Seefläche nach dem Layer Stehende Gewässer.
8. ↑  
Offenland-Biotopkartierung Baden-Württemberg, Erhebungsbogen Feldgehölze, Feldhecken und Sumpf N “Gewerbegebiet Sasbach West”, Biotopnummer: 173143175791. (Abgerufen am 21. September 2019).
9. ↑  
Offenland-Biotopkartierung Baden-Württemberg, Erhebungsbogen Feuchtgebüsche und Tümpel NW Sasbachried, Biotopnummer: 173143175702. (Abgerufen am 22. September 2019).

### Andere Belege
1. ↑  
Heinz Fischer: Geographische Landesaufnahme: Die naturräumlichen Einheiten auf Blatt 169 Rastatt. Bundesanstalt für Landeskunde, Bad Godesberg 1967. → Online-Karte (PDF; 4,4 MB)
2. ↑  
Josef Riegelsberger: Acher-Rench-Korrektion. In: Innenministerium Baden-Württemberg (Hrsg.): Wasserwirtschaft in Baden-Württemberg. Wasserversorgung, Abwasserbeseitigung, Flussbau, Talsperrenbau, landwirtschaftlicher Wasserbau, Verwaltung, Organisation. Verwaltungs-Verlag, München 1969, S. 146–152, hier S. 146, 149 f.
3. ↑  
Historische Karten:
  - Topografisches Bureau Baden (Hrsg.): Topographische Karte über das Großherzogthum Baden. Nach der allgemeinen Landesvermessung des Großherzoglichen militairisch topographischen Bureaus. 1838–1849,  online bei mapire.eu.
  - Meßtischblatt 7314 Bühl von 1875 in der Deutschen Fotothek.
  - Meßtischblatt 7314 Bühl von 1888 in der Sammlung GeoGREIF der Universität Greifswald.
  - Meßtischblatt 7214 Steinbach von 1906 in der Sammlung GeoGREIF der Universität Greifswald.
  - Meßtischblatt 7214 Steinbach von 1937 (ergänzt 1951) in der German Maps Collection der Brigham Young University.
  - Meßtischblatt 7314 Bühl von 1937 (ergänzt 1951) in der German Maps Collection der Brigham Young University.
4. ↑  
H. G. Zier: Die Wirtschaftsgeschichte der Ortenau im 19. und 20. Jahrhundert. In: Die Ortenau, ISSN 0342-1503, 40(1960) S. 252–320, hier S. 280 (Digitalisat).
5. ↑  
Eugen von Müller: Die Bühl-Stollhofener Linie im Jahre 1703. In: Zeitschrift für die Geschichte des Oberrheins. Band 60 [NF 21], 1906, S. 99–138, hier S. 110 f.
6. ↑  
Ernst Gutmann: Stadtgeschichte Stollhofen. Die Geschichte der ehemaligen Amtsstadt und Festung. 2. Auflage. Rheinmünster-Stollhofen, circa 2014, ISBN 978-3-00-040123-7, S. 318 f, 493.